# Duncannon, Pennsylvania
Duncannon är en ort i Perry County i delstaten Pennsylvania, USA.